# Цимлянская лоза (фестиваль)
Цимлянская лоза — фестиваль виноделия, который ежегодно проходит на территории этнографического комплекса «Станица Цымлянская» в Ростовской области. Мероприятие организовывает Союз виноградарей и виноделов Дона. Проведение фестиваля способствует развитию винного туризма на Дону. Впервые фестиваль провели в 2013 году.

## История

### 2014 год
В 2014 году фестиваль посетило 200 человек.

### 2015 год
7 июня 2015 года в посёлке Саркел прошел фестиваль виноделия «Цимлянская лоза» на территории этнографического комплекса «Станица Цымлянская». Гости фестиваля, помимо осмотра достопримечательностей территории комплекса, могли попробовать традиционные блюда казаков или посмотреть выступлениями творческих коллективов.
В 2015 году численность туристов, посетивших праздник, составила 2000 человек.

### 2016 год
В 2016 году праздник был проведен 21 мая. После торжественного открытия и дегустации, состоялось заседание дегустационной комиссии, а после — закрытая дегустация авторских вин. Затем последовало объявление результатов конкурса и торжественное награждение победителей. После этого прошло официальное закрытие праздника. На время фестиваля было запланировано выступление творческих коллективов, выставки сувенирной продукции, дегустация продуктов и вин из Волгоградской, Самарской, Ростовской областей, а также Краснодарского и Ставропольского края. Был разыгран кубок гаражиста «Вино года — 2016». Итоги должны были быть подведены во время закрытой дегустации, а золотые медали были предусмотрены для номинаций «Лучшее красное вино», «Лучшее специальное вино», «Лучшее белое вино». В фестивале приняло участие 16 виноделов — они представили 53 конкурсных образца. Соотношение белого и красного вина было примерно поровну. Кубок фестиваля завоевали винные напитки из Анапы.